# Merops nubicoides
El abejaruco carmesí del sur (Merops nubicoides) es una especie de ave coraciforme de la familia Meropidae que vive en el sur de África, desde KwaZulu-Natal y Namibia hasta Gabón, el sur de la República Democrática del Congo y Kenia.
Esta especie, como los demás abejarucos es un ave muy colorida, en su plumaje predominan los tonos carmesí, con excepción del píleo, el obispillo y las coberteras de la cola que son azules.

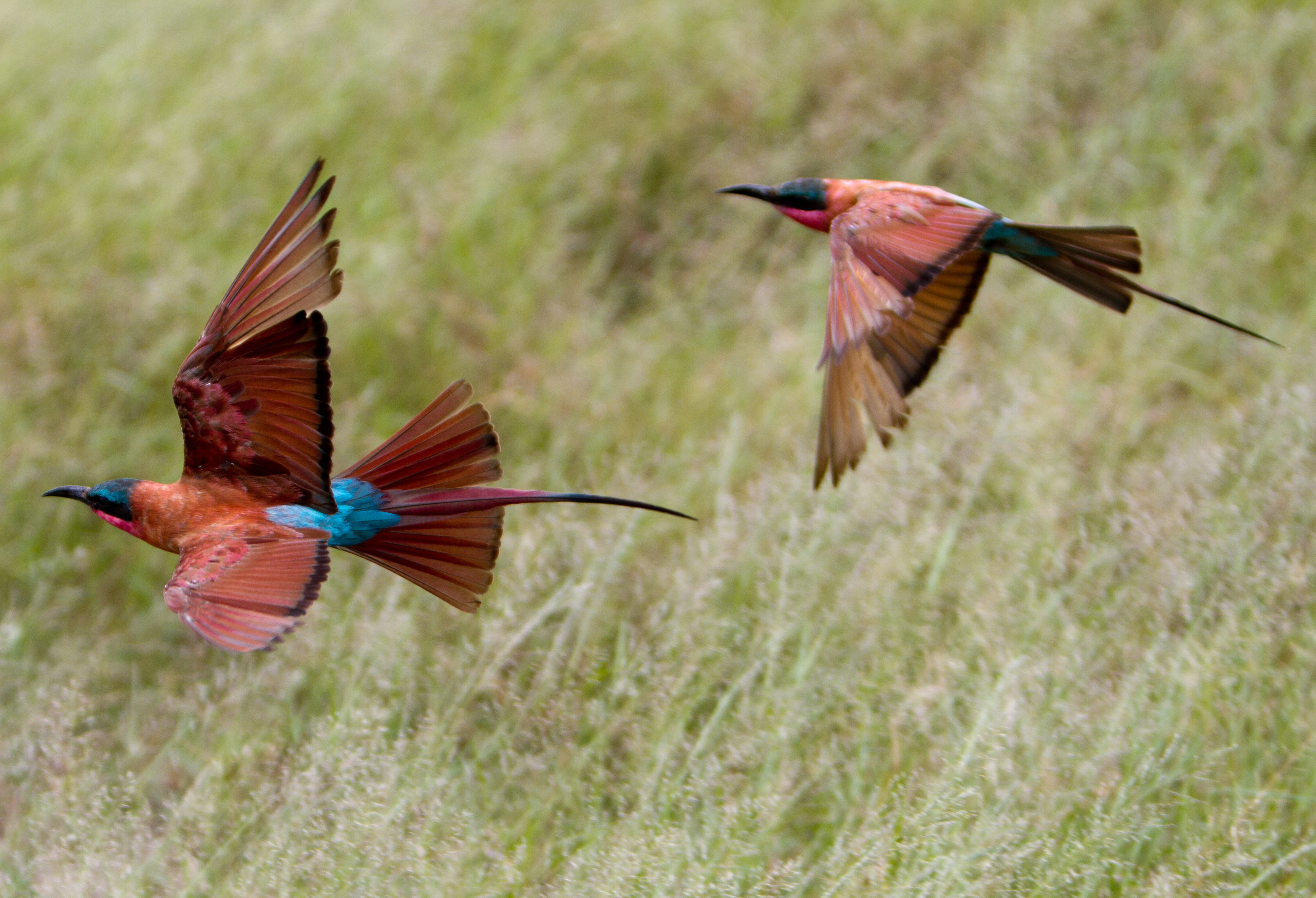
Volando en el norte de Botsuana

Sus hábitats naturales son los valles de ribera y las llanuras inundables, con preferencia por las orillas con taludes verticales para poder cavar los túneles para su nido. Es una especie muy social y se reúne en grandes bandadas tanto en la época de cría como fuera de ella. Descansan por la noche juntos, normalmente en los árboles y cañaverales, y se dispersan durante el día. Anidan en fondo de un túnel de uno a dos metros de profundidad excavado en un talud arenoso, donde suelen poner de dos a cinco huevos.
Es una especie migratoria que pasa la época de cría, entre agosto y noviembre, en Zimbabue, antes de trasladarse al sur, a Sudáfrica para pasar el verano, y posteriormente migrar al África ecuatorial desde marzo a agosto.
Su dieta se compone principalmente de abejas y otros insectos voladores, que cazan al vuelo acechando desde un posadero. Pueden usar como posaderos las ramas de la vegetación o las espaldas de los grandes animales. También se acercan cuando se producen incendios de matorrales para atrapar a los insectos que huyen